# Datenkapselung (Netzwerktechnik)
Unter der Datenkapselung versteht man den Prozess im OSI- und im TCP/IP-Referenzmodell, der die zu versendenden Daten im Header (und ggf. Trailer) der jeweiligen Schichten ergänzt. Im OSI-Modell betrifft dies die Datagramme der Schichten 2 bis 4, die gekapselt (verpackt) werden.

## Im OSI-Modell

### Kapselung von Schicht 4 zu 2
Von den Schichten 7 bis 5 gelangt nur ein Datenstrom zur Schicht 4.
Auf der vierten Schicht wird er in Datensegmente zerlegt. Diese Art der Datenkapselung auf der vierten Schicht nennt man Segmentierung. Zusätzlich wird das Datensegment mit einer Quell- und Zielportnummer adressiert. Nach der Segmentierung wird das Datensegment an die dritte Schicht weitergeleitet.
Auf der dritten Schicht wird das Datensegment der vierten Schicht in ein Datenpaket der dritten Schicht gekapselt. Adressiert wird dieses Datenpaket mit einer IP-Adresse. Was nun vorhanden ist, ist ein Datensegment, verpackt in einem Datenpaket. Dieses wird dann an die zweite Schicht weitergeleitet.
Die zweite Schicht empfängt als Datagramm das Datenpaket mit dem darin enthaltenen Datensegment und kapselt es (Datenpaket) in einen Datenframe. Dieser Datenframe wird mit einer MAC-Adresse versehen und an Schicht 1 weitergeleitet.
Die erste Schicht wandelt die Datenframes in das physische und binäre Zahlensystem um.

### Entkapselung von Schicht 2 zu 4
Die Schicht 1 erhält Nullen und Einsen und formt daraus wieder einen Datenframe, der an die Schicht 2 geleitet wird. Dort werden die Protokollelemente entfernt.
Übrig bleibt ein Datenpaket, das an Schicht 3 geleitet wird. Dort werden die Schicht-3-Protokollelemente entfernt.
Übrig bleibt ein Datensegment, das an Schicht 4 geleitet wird. Dort wird anhand der Portnummer analysiert, an welchen Dienst der Inhalt des Datensegments adressiert ist.
Anschließend wird der Datenstrom an die höheren Schichten (Schicht 5 ff) übergeben.

### Tabellarische Übersicht
- Kapselung: Richtung abwärts
- Entkapselung: Richtung aufwärts

| OSI-Schicht  | Datentyp    | Adresse darin                      | Struktur (ND = Nutzdaten)          | Struktur (ND = Nutzdaten)          | Struktur (ND = Nutzdaten)          | Struktur (ND = Nutzdaten) |   |
| ------------ | ----------- | ---------------------------------- | ---------------------------------- | ---------------------------------- | ---------------------------------- | ------------------------- | - |
| 5            | Datenstrom  | Dienst                             | ND                                 |                                    |                                    |                           |   |
| 4            | Datenstrom  | Dienst                             | ND                                 |                                    |                                    |                           |   |
| Datensegment | Port-Nr.    | ND                                 | Port-Nr.                           |                                    |                                    | Datagramme                |   |
| Datensegment | Port-Nr.    | ND                                 | Port-Nr.                           | 3                                  |                                    | Datagramme                |   |
| Datenpaket   | IP-Adresse  | ND + Port-Nr.                      | ND + Port-Nr.                      | IP-Adr.                            |                                    | Datagramme                |   |
| Datenpaket   | IP-Adresse  | ND + Port-Nr.                      | ND + Port-Nr.                      | IP-Adr.                            | 2                                  | Datagramme                |   |
| Datenframe   | MAC-Adresse | ND + Port-Nr. + IP-Adr.            | ND + Port-Nr. + IP-Adr.            | ND + Port-Nr. + IP-Adr.            | MAC-Adr.                           | Datagramme                |   |
| Datenframe   | MAC-Adresse | ND + Port-Nr. + IP-Adr.            | ND + Port-Nr. + IP-Adr.            | ND + Port-Nr. + IP-Adr.            | MAC-Adr.                           | Datagramme                | 1 |
| Binärdaten   | ?           | ND + Port-Nr. + IP-Adr. + MAC-Adr. | ND + Port-Nr. + IP-Adr. + MAC-Adr. | ND + Port-Nr. + IP-Adr. + MAC-Adr. | ND + Port-Nr. + IP-Adr. + MAC-Adr. |                           |   |